# Nordiska mästerskapen i brottning 1986
Nordiska mästerskapen i brottning 1986 hölls den 6 april 1986 i Varberg i Sverige. Det var den 29:e upplagan av tävlingen.

## Medaljtabell
*   Värdland ( Sverige)
| Nr                  | Nation              | Guld | Silver | Brons | Totalt |
| ------------------- | ------------------- | ---- | ------ | ----- | ------ |
| 1                   | Sverige*            | 7    | 1      | 2     | 10     |
| 2                   | Finland             | 2    | 7      | 1     | 10     |
| 3                   | Norge               | 1    | 1      | 5     | 7      |
| 4                   | Danmark             | 0    | 1      | 2     | 3      |
| Totalt (4 nationer) | Totalt (4 nationer) | 10   | 10     | 10    | 30     |

## Resultat

### Grekisk-romersk stil
| Gren    | Guld                | Silver           | Brons            |
| 48 kg   | Lars Rønningen      | Petteri Meskanen | Patrik Magnusson |
| 52 kg   | Reijo Haaparanta    | Kent Andersson   | Per Nielsen      |
| 57 kg   | Pierre Dikanda      | Keijo Pehkonen   | Ole Jacobsen     |
| 63 kg   | Kent-Olle Johansson | Mika Lehto       | Danny Mankowitz  |
| 68 kg   | Sonny Davidsson     | Tapio Sipilä     | Geir Ulf Barth   |
| 74 kg   | Roger Tallroth      | Jouko Salomäki   | Morten Sætre     |
| 82 kg   | Magnus Fredriksson  | Jari Salomäki    | Stig Kleven      |
| 90 kg   | Jarmo Övermark      | Klaus Mysen      | Ari Markola      |
| 100 kg  | Christer Gulldén    | Keijo Manni      | Sten Rune Hunn   |
| +100 kg | Tomas Johansson     | Niels Steffensen | Pentti Mäkelä    |